# Plectocryptus alpinus
Plectocryptus alpinus là một loài tò vò trong họ Ichneumonidae.